# 諏訪神社 (上尾市)
諏訪神社（すわじんじゃ）は、埼玉県上尾市の神社。

## 歴史
創建年代は不明である。元々は名主の井原家の氏神として祀られており、この井原家は岩付城の城主太田氏房の家臣を祖にしていることから、その頃に創建されたものと推測される。1741年（寛保元年）に徳星寺が別当寺になった。
明治初年に指定された近代社格制度では「無格社」となった。1907年（明治40年）の神社合祀により周辺の9社が合祀された。その9社の中に「村社」があったことから、当社も村社になった。

## 文化財
- 畔吉諏訪神社大山石灯籠（上尾市指定文化財 平成24年3月22日指定）[3]

## 交通アクセス
- 路線バス西上尾車庫停留所より徒歩9分。